# 푸어 리틀 리치 걸 (1936년 영화)
푸어 리틀 리치 걸(Poor Little Rich Girl)은 미국에서 제작된 어빙 커밍스 감독의 1936년 모험, 가족, 뮤지컬 영화이다. 셜리 템플 등이 주연으로 출연하였고 대릴 F. 재넉 등이 제작에 참여하였다. 메리 픽퍼드 주연의 동명 영화(1917)에도 바탕을 두고 있다.

## 줄거리
비누 재벌 리처드 배리는 아내와 사별하고 홀로 키우던 딸 바버라를 기숙학교로 보낸다. 그러나 기숙학교 입학길에 동행하던 보모가 차에 치여 사망하자 바버라는 고아 행세를 시작한다.
바버라는 우연히 만난 보드빌 배우 부부의 딸 행세를 하다가 광고 회사 사장 마거릿 앨런의 도움을 받아 라디오 가수로 성공한다. 딸 바버라의 노래를 들은 리처드는 바버라와 재회하고 마거릿과 맺어진다.

## 출연

### 주연
- 셜리 템플 - 바버라 배리 역
- 마이클 웨일런 - 리처드 배리 역
- 잭 헤일리
- 앨리스 페이

### 조연
- 글로리아 스튜어트 - 마거릿 앨런 역
- 세라 헤이든
- 제인 다웰
- 클로드 길링워터
- 폴 스탠턴
- 헨리 아메타
- 토니 마틴
- 찰스 콜먼
- 아서 호이트
- 존 레이
- 타일러 브룩
- 마틸드 코몽

## 제작진
- 협력프로듀서: 버디 G. 더실바
- 의상: 그웬 웨이클링